# SMS Pommern
SMS Pommern là một thiết giáp hạm tiền-dreadnought của Đế quốc Đức, một trong số năm chiếc thuộc lớp thiết giáp hạm Deutschland được chế tạo cho Hải quân Đế quốc Đức từ năm 1903 đến năm 1906. Được đặt tên theo tỉnh Pomerania của Vương quốc Phổ, con tàu được chế tạo tại xưởng tàu AG Vulcan ở Stettin, nơi nó được đặt lườn vào ngày 22 tháng 3 năm 1904 và hạ thủy vào ngày 2 tháng 12 năm 1905. Pommern được cho nhập biên chế cùng hải quân vào ngày 6 tháng 8 năm 1907. Những chiếc trong lớp của nó đã tỏ ra lạc hậu ngay từ lúc đưa vào hoạt động, kém hơn về kích cỡ, vỏ giáp, hỏa lực và tốc độ so với thế hệ thiết giáp hạm "toàn-súng-lớn" ra đời sau chiếc HMSDreadnought của Anh Quốc.
Sau khi được đưa vào hoạt động, Pommern được điều về Hải đội Thiết giáp II của Hạm đội Biển khơi Đức, nơi nó tiếp tục phục vụ trong hai năm đầu của Chiến tranh Thế giới thứ nhất. Nó đã có mặt trong trận Jutland vào ngày 31 tháng 5-1 tháng 6 năm 1916, cùng các tàu chị em đối đầu trong phút chốc với các tàu chiến-tuần dương Anh dưới quyền chỉ huy của Đô đốc David Beatty. Trong trận chiến này, Pommern bị bắn trúng một quả đạn pháo 12 in (30,5 cm) từ chiếc HMS Indomitable. Sau đó, trong hoạt động tác chiến đêm lộn xộn, con tàu đã trúng phải một, hoặc có thể là hai, quả ngư lôi từ tàu khu trục Anh HMS Onslaught, vốn đã kích nổ một trong các hầm đạn 17 cm của Pommern. Hậu quả của vụ nổ đã khiến con tàu vỡ làm đôi và chìm với tổn thất nhân mạng toàn bộ thủy thủ đoàn.

## Thiết kế và chế tạo
Pommern được dự định để hoạt động trong hàng chiến trận Đức cùng với các thiết giáp hạm khác của Hải quân Đế quốc Đức. Nó được đặt lườn vào ngày 22 tháng 3 năm 1904 tại xưởng tàu AG Vulcan ở Stettin. Nguyên được dự định để hạ thủy vào ngày 19 tháng 11 năm 1905, nhưng mực nước trong cảng vào ngày hôm đó lại quá thấp. Do đó, con tàu chỉ có thể được hạ thủy vào ngày 2 tháng 12. Đến tháng 7 năm 1907, Pommern được chuyển đến Kiel nơi nó được trang bị dàn pháo chính gồm bốn khẩu 28 cm (11 inch). Nó được đưa ra hoạt động để chạy thử máy vào ngày 6 tháng 8; và trong lúc thử máy, nó đạt được tốc độ 18,7 hải lý trên giờ (34,6 km/h; 21,5 mph), trở thành một trong những thiết giáp hạm tiền-dreadnought nhanh nhất trên thế giới.
Pommern dài 127,6 m (418 ft 8 in), mạn thuyền rộng 22,2 m (72 ft 10 in) và độ sâu của mớn nước là 8,21 m (26 ft 11 in). Nó có trọng lượng choán nước 14.218 tấn (13.993 tấn Anh) khi đầy tải, và được trang bị động cơ ba buồng bành trướng đặt dọc đốt than với công suất 16.000 mã lực chỉ (11.931 kW), cho phép đạt được tốc độ tối đa 18,7 kn (34,6 km/h; 21,5 mph). Ngoài việc là một trong những chiếc nhanh nhất trong lớp của nó, Pommern cũng là chiếc có hiệu suất nhiên liệu đứng đầu. Với hơi nước được cung cấp bởi 12 nồi hơi Schulz-Thornycroft; ở tốc độ đường trường 10 kn (19 km/h; 12 mph) và trữ lượng nhiên liệu 1.540 tấn (1.520 tấn Anh; 1.700 tấn Mỹ) than, nó có thể di chuyển được 5.830 hải lý (10.800 km; 6.710 mi).
Dàn pháo chính của Pommern bao gồm bốn khẩu pháo 28 cm (11 in) SK L/40 bắn nhanh bố trí trên hai tháp pháo nòng đôi, một phía trước và một phía sau của cấu trúc thượng tầng. Nó cũng được trang bị mười bốn khẩu pháo hạng hai 17 cm (6,7 in) gắn trên các tháp pháo ụ, 20 khẩu pháo 8,8 cm (3,5 in) bắn nhanh điều khiển bằng tay trên các bệ nòng đơn, cùng sáu ống phóng ngư lôi 45 cm (17,72 in) ngầm dưới lườn tàu.

## Lịch sử hoạt động

### Trước chiến tranh
Khi đưa vào hoạt động, Pommern được phân về Hải đội Thiết giáp II cùng với các tàu chị em cùng lớp. Nó tham gia các chuyến đi huấn luyện hàng năm cùng các đợt cơ động với phần còn lại của Hạm đội Biển khơi Đức từ năm 1908 đến năm 1914. Nó bao gồm việc huấn luyện hạm đội tại biển Baltic vào năm 1908 và một chuyến đi ra Đại Tây Dương trong năm tiếp theo. Vào tháng 5 năm 1910 Pommern tham gia đợt huấn luyện hạm đội tại Kattegat giữa Đan Mạch và Na Uy, rồi tiếp nối bằng một chuyến đi đến Na Uy trong mùa Hè. Vào cuối năm 1910, hạm đội thực hiện một chuyến đi khác đến biển Baltic. Hoạt động của nó trong hai năm tiếp theo vẫn với một lịch trình tương tự, cho dù chuyến đi mùa Hè năm 1912 bị ngắt quãng do vụ khủng hoảng Agadir; kết quả là chuyến đi chỉ giới hạn tại khu vực Baltic. Cuối năm đó Pommern tiến hành các đợt cơ động ngoài khơi Helgoland.

### Chiến tranh Thế giới thứ nhất
Sau khi Chiến tranh Thế giới thứ nhất nổ ra vào tháng 7 năm 1914, Pommern cùng các tàu chị em trong Hải đội Thiết giáp II được bố trí nhiệm vụ canh gác khu vực cửa sông Elbe ngăn ngừa lực lượng Anh xâm nhập, vào giai đoạn mà phần còn lại của hạm đội còn đang được huy động. Nó tiếp tục phục vụ cùng Hạm đội Biển khơi trong hai năm đầu của cuộc chiến. Vào ngày 24-25 tháng 4 năm 1916, Pommern cùng bốn tàu chị em tham gia cùng các thiết giáp hạm dreadnought của Hạm đội Biển khơi để hỗ trợ các tàu chiến-tuần dương thuộc Hải đội Tuần tiễu I cho một cuộc bắn phá bờ biển Anh Quốc. Trên đường đi đến mục tiêu, tàu chiến-tuần dương SMS Seydlitz bị hư hại bởi một quả thủy lôi, nên được cho tách ra để quay trở về nhà trong khi chiến dịch vẫn tiếp tục. Lực lượng tàu chiến-tuần dương tiến hành cuộc bắn phá Yarmouth và Lowestoft một cách ngắn ngũi. Do tầm nhìn kém, chiến dịch nhanh chóng bị triệu hồi trước khi hạm đội Anh có thể can thiệp.

#### Trận Jutland

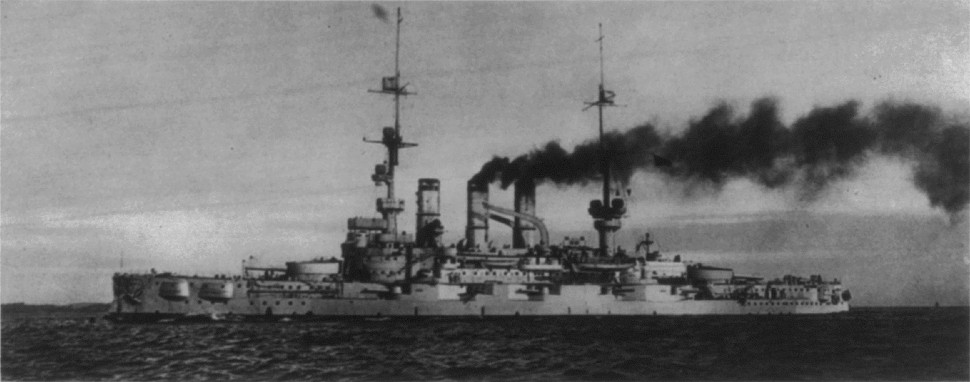
Pommern trước chiến tranh

Đô đốc Reinhard Scheer, Tư lệnh hạm đội Đức, lập tức vạch kế hoạch cho một chiến dịch khác ra Bắc Hải, nhưng việc Seydlitz bị hư hại đã trì hoãn chiến dịch cho đến cuối tháng 5. Pommern tiếp tục được bố trí cùng Hải đội Thiết giáp II, lúc này được đặt dưới quyền chỉ huy của Chuẩn Đô đốc Franz Mauve, và được bố trí ở phía cuối của hàng chiến trận Đức.. Trong đợt "Tiến ra Bắc Hải", Đô đốc Scheer ra lệnh cho hạm đội truy đuổi hết tốc độ các thiết giáp hạm của Hải đội Thiết giáp V Anh Quốc đang rút lui. Hannover và các tàu chị em chậm hơn đáng kể so với những chiếc dreadnought và nhanh chóng bị tụt lại phía sau. Đến 19 giờ 30 phút, Hạm đội Grand xuất hiện và đối đầu với lực lượng của Đô đốc Scheer với một ưu thế áp đảo. Tình thế của hạm đội Đức bị ảnh hưởng nặng bởi sự hiện diện của những chiếc trong lớp Deutschland chậm chạp; nếu Scheer ra lệnh quay trở về Đức ngay lập tức, có thể ông sẽ phải hy sinh những con tàu chậm hơn để có thể rút lui thành công.
Đô đốc Scheer quyết định quay ngược hướng đi của hạm đội bằng một cú "đổi hướng chiến trận" (Gefechtskehrtwendung), một cách cơ động đòi hỏi mọi đơn vị trong hàng chiến trận Đức phải quay mũi 180 °Cùng một lúc. Do hậu quả của việc bị tụt lại phía sau, những chiếc trong Hải đội Thiết giáp II không thể đi theo hướng đi mới sau khi đổi hướng. Vì vậy, Pommern và năm chiếc khác của hải đội ở bên phía rút lui của hàng chiến trận Đức. Đô đốc Mauve dự định di chuyển các con tàu của ông về phía cuối hàng chiến trận, phía sau những chiếc dreadnought của Hải đội Thiết giáp III, nhưng đã không thực hiện khi ông nhận ra việc di chuyển như vật sẽ ảnh hưởng đến sự cơ động các tàu chiến-tuần dương của Đô đốc Franz von Hipper. Thay vào đó, ông tìm cách đặt các con tàu của mình phía đầu hàng tàu chiến.
Sau đó trong ngày thứ nhất của trận chiến, các tàu chiến-tuần dương đã bị hư hại thuộc Hải đội Tuần tiễu I của Đô đốc Hipper phải chịu đựng áp lực nặng nề do bị các đối thủ Anh truy đuổi. Pommern và các con tàu mang biệt danh "tàu-năm-phút" đã đến để trợ giúp, đi vào giữa hai hải đội tàu chiến-tuần dương đang đối đầu. Pommern không thể bắt được mục tiêu trong bóng đêm, cho dù nhiều chiếc tàu chị em đã làm được. Dù vậy, hỏa lực của chúng không có hiệu quả. Các tàu chiến-tuần dương Anh đã bắn trúng nhiều phát vào các tàu Đức, trong đó một quả đạn pháo 12 in (30,5 cm) của HMS Indomitable đã bắn trúng Pommern buộc nó phải tách ra khỏi hàng. Đô đốc Mauve quyết định không nên đối đầu với một lực lượng tàu chiến-tuần dương mạnh hơn nhiều, nên ra lệnh chuyển hướng 90° sang mạn phải, các tàu chiến Anh đã không đuổi theo..
Cuối ngày hôm đó, hạm đội chuẩn bị cho chuyến đi đêm quay trở về Đức; Deutschland, Pommern và Hannover được xếp phía sau SMS König và các thiết giáp hạm dreadnought khác của Hải đội Thiết giáp III về phía cuối của hàng chiến trận Đức. Đến 03 giờ 10 phút sáng ngày 1 tháng 6, Pommern bị đánh trúng ngư lôi phóng từ tàu khu trục Anh HMS Onslaught. Nó bị đánh trúng ít nhất một, hoặc có thể là hai ngư lôi, làm kích nổ một hầm đạn 17 cm gây ra một đám cháy lớn. Một vụ nổ dữ dội đã làm gãy đôi con tàu, phần đuôi lật nghiêng và tiếp tục nổi trong ít nhất 20 phút với các chân vịt nhô lên không trung trước khi chìm hẳn. Hannover, con tàu ngay phía sau Pommern trong đội hình, bị buộc phải đổi hướng gấp tách khỏi hàng nhằm tránh va chạm với xác tàu; toàn bộ thủy thủ đoàn của Pommern, bao gồm 839 sĩ quan và thủy thủ, đều thiệt mạng khi con tàu chìm.